# 차가운 암흑물질
차가운 암흑 물질은 빅뱅이론의 개선으로 추가의 가정을 포함하고 있는데 우주의 대부분의 물질들은 전자기파로 관측되지 않아 어둡고 입자가 천천히 만들어져 차가운 물질로 존재한다. 2006년에 대부분의 우주론자들이 우주가 처음상태에서 어떻게 우리가 현재 볼 수 있는 은하들과 그들의 성단들이 덩어리로 분포하는 커다란 구조로 되는지 기술함으로써 차가운 암흑물질을 지지했다. 
차가운 암흑물질 이론에서 구조는 작은 물체들이 합하고 합해 점점 커져서 무거운 물질이 되며 계층적으로 자란다. 뜨거운 암흑물질의 예에서 구조가 계층적 형태는 아니지만 처음엔 큰 초은하단이 처음엔 평평한 팬케이크같은 판이었고 그 후에 우리 은하 같은 더 작은 조각으로 분열되는 형태이다. 뜨거운 암흑물질의 예언과 큰 규모의 관측은 강하게 일치하지 않음에 반하여 차가운 암흑물질의 경우 일반적으로 관측과 잘 맞는다. 
차가운 암흑물질의 예언과 은하들의 관측과 그들의 집약력 사이에 두 가지 중요한 모순이 우주에서 나타나지만, 차가운 암흑물질 그림에 대한 잠재적 위기를 만들어 낸다. 
차가운 암흑물질이 예언한 헤일로의 회전 곡선의 문제는 최대가 되는 지점이 은하에서 관측된 것보다 더 강한 것이다. 잃어버린 위성문제는 차가운 암흑물질 예언에서 작은 왜은하들의 많은 숫자가 우리은하질량의 천분의 일이다. 이것은 관측되지 않는다.
이 문제들 둘 다 다수의 해결책이 제시되는데 어떤 것들은 다른 것들보다 가망 있다. 이것은 다루기 힘든 문제로 불분명하게 남아있다.
차가운 암흑물질이론은 차가운 암흑물질입자가 무엇인지 정확히 예언하지 못하고, 큰 약점은 암흑물질이 어떻게 존재하는지 불분명한 것이 큰 약점이다.

## 같이 보기
- 뜨거운 암흑물질
- 수정 뉴턴 역학
- 따뜻한 암흑물질